# TCEP
Il TCEP (o tris(2-carbossietil)fosfina) è un agente riducente usato in biochimica ed in biologia molecolare. Rispetto ad altri agenti riducenti come il ditiotreitolo o il 2-mercaptoetanolo presenta il vantaggio di essere inodore, più idrofilo e più resistente all'ossidazione in aria.

## Applicazioni
Il TCEP è spesso usato come agente riducente per rompere i legami disolfuro all'interno e tra le proteine come fase preparatoria per l'elettroforesi su gel.
Rispetto agli altri due agenti più comuni usati per questo scopo (ditiotreitolo e β-mercaptoetanolo), il TCEP ha i vantaggi di essere inodore, un agente riducente più potente, irreversibile (nel senso che il TCEP non si rigenera, in quanto il prodotto finale della scissione del disolfuro mediata dal TCEP è in realtà due tioli/cisteine liberi), più idrofilo e più resistente all'ossidazione nell'aria.
TCEP è particolarmente utile quando si etichettano i residui di cisteina con maleimidi. Il TCEP può impedire alle cisteine di formare ponti disolfuro e, diversamente dal ditiotreitolo e dal β-mercaptoetanolo, non reagirà altrettanto facilmente con la maleimide. Tuttavia, è stato riportato che TCEP reagisce con maleimmide in determinate condizioni.
TCEP è anche usato nel processo di omogeneizzazione dei tessuti per l'isolamento dell'RNA.
Per le applicazioni in spettroscopia UV-visibile, TCEP è utile quando è importante evitare l'assorbimento interferente da 250 a 285 nm che può verificarsi con il ditiotreitolo. Il ditiotreitolo assorbe lentamente nel tempo sempre più luce in questo spettro quando si verificano varie reazioni redox.